# Sphrageidus flavonigra
Sphrageidus flavonigra är en fjärilsart som beskrevs av Moore 1879. Sphrageidus flavonigra ingår i släktet Sphrageidus och familjen tofsspinnare. Inga underarter finns listade i Catalogue of Life.